# پاسکال چیمبوندا
پاسکال چیمبوندا (انگلیسی: Pascal Chimbonda؛ زادهٔ ۲۱ فوریهٔ ۱۹۷۹) یک بازیکن فوتبال اهل فرانسه است.
وی همچنین در تیم ملی فوتبال فرانسه بازی کرده‌است.